# سام دالي
سام دالي (بالإنجليزية: Sam Daly)‏ مواليد 24 مارس 1984 في بروفيدنس، هو ممثل أمريكي بدأ مسيرته الفنية سنة 2004.

## الأعمال

### مسلسلات
- غريز أناتومي
- الوحدة
- المكتب
- 90210

## روابط خارجية
- سام دالي على موقع IMDb (الإنجليزية)
- سام دالي على موقع قاعدة بيانات الفيلم (الإنجليزية)